# بيئة أقل تقييدا
تعرف البيئة الأقل تقييدًا في قانون تعليم الأفراد ذوي الإعاقات في الولايات المتحدة، كأحد المبادئ الستة التي تحكم تعليم الأفراد ذوي الإعاقات وذوي الاحتياجات الخاصة الأخرى. بموجب القانون، يجب على المدارس تقديم تعليم حكومي مجاني لائق (FAPE) في البيئة الأقل تقييدًا والتي تُلائم احتياجات الطالب الفردية.
وتشير «البيئة الأقل تقييدًا» (LER) إلى ضرورة إتاحة الفرصة للطالب ذي الإعاقة للتعلم مع الأقران غير المصابين بإعاقة، وذلك لأبعد مدى ملائم له. وينبغي إتاحة الوصول إلى منهج التعليم العام أو أي برنامج آخر يمكن أن يشارك فيه أقرانهم غير المعاقين. كما يجب تزويد الطالب بالوسائل المساعدة والخدمات التكميلية اللازمة لتحقيق الأهداف التعليمية إذا كان في بيئة بها زملاء غير معاقين. ومن الناحية الأكاديمية، قد تتوفر غرفة مصادر داخل المدرسة للحصول على التعليم الخاص، يقضي فيها الطالب ما لا يزيد عن ساعتين يوميًا لتقديم الخدمات للطالب الذين يعاني من صعوبات في التعلم. وإذا أدت طبيعة إعاقة الطالب أو شدتها إلى منعه من إنجاز هذه الأهداف في بيئة التعليم المنتظم، فيجب وضع الطالب في بيئة أكثر تقييدًا مثل مدرسة خاصة، أو فصل مدرسي محدد داخل المدرسة الحالية أو برنامج داخل مستشفى. وبشكل عام، كلما قلت فرصة تفاعل الطالب وتعلمه مع زملائه الذين لا يعانون من أية إعاقات، زاد تقييد وضع الطالب.
ولتحديد البيئة المناسبة للطالب، سيقوم فريق بمراجعة نقاط القوة والضعف لدى الطالب واحتياجاته، ومراعاة الفوائد التعليمية التي سيجنيها من خلال الانضمام إلى أية بيئة تعليمية خاصة. ومع الاختلاف الكبير بين الاحتياجات، فلا يوجد تعريف واحد للمقصود بعبارة البيئة الأقل تقييدًا (LRE)، ويحصل كل طالب على خطة تعليم فردية (IEP).

## قرارات المحكمة
نظرًا لأن القانون لا يحدد بوضوح حدود البيئة الأقل تقييدًا، اضطرت المحاكم إلى تفسير مبدأ البيئة الأقل تقييدًا. ففي قضية بارزة لتفسير التشريعات السابقة لقانون تعليم الأفراد المعاقين (قانون تعليم كل الأطفال المعاقين (EHA))، دانيال آر آر في ضد مجلس الدولة للتعليم (1989)، تم التوصل إلى أحقية انضمام الطلاب ذوي الإعاقات في كل من البرامج الأكاديمية واللامنهجية في التعليم العام. وأقرت المحكمة أن قانون تعليم الأفراد ذوي الإعاقات لا يراعي وجود نظام تعليمي بمبدأ الكل أو لا شيء حيث يتلقى الأطفال [المعاقون] تعليمًا خاصًا أو منتظمًا. غير أن القانون واللوائح المرتبطة به تطالب المدارس بتقديم خدمات متواصلة. ولذلك، يجب على المدرسة اتخاذ خطوات وسطية مناسبة، مثل وضع الطفل في التعليم المنتظم في بعض الفصول الأكاديمية وفي التعليم الخاص في بعض الفصول الأخرى أو تسجيل الطفل في الفصول غير الأكاديمية فقط أو إتاحة الفرصة للتفاعل مع الأطفال غير المعاقين خلال فترة الغداء والاستراحة. ويختلف أسلوب الدمج المناسب من طفل لآخر و- كما نأمل- من سنة دراسية إلى أخرى مع تطور الطفل. وفي حالة تقديم موظفي المدرسة أقصى درجات الكشف المناسب مع الطلاب غير المعاقين، فإنهم قد أوفوا بالتزامهم في ظل قانون تعليم الأفراد ذوي الإعاقات.
وفي مجلس التعليم، المنطقة المدرسية الموحدة في مدينة ساكرامنتو ضد راشيل إتش، 14 إف 3d 1398 (الدائرة التاسعة 1994)، تم تحديد أربعة عوامل باعتبارها أمورًا يجب وضعها في الاعتبار عند تحديد ما إذا كانت البيئة الأقل تقييدًا مناسبة للطالب أم لا. وتتلخص فيما يلي:
- الفوائد التعليمية للبيئات المدمجة المتكاملة مقابل البيئات المعزولة،
- الفوائد غير الأكاديمية (يأتي في المقام الأول التفاعل الاجتماعي مع الطلاب غير المعاقين)،
- تأثير الطالب ذي الإعاقة على المدرس وزملائه، و
- تكاليف الخدمات التكميلية اللازمة لبقاء الطالب في البيئة المدمجة.

ونذكر بشكل واضح أنه ينبغي أن يحصل الطالب على نسخة مناسبة من الميزات التعليمية والاجتماعية التي يحصل عليها الطلاب غير المعاقين في المدرسة بانتظام. ومن منظور نظري واسع النطاق، لا تسمح المحكمة بتأثر تعليم الطلاب غير المعاقين بشكل سلبي، مع ذلك قد يكون تطبيق هذا الاختبار على نحوٍ عادل على كافة الوقائع والظروف الخاصة بموقف معين صعب للغاية. يوفر العامل الأخير وهو تكلفة الخدمات التكميلية إجراءات وقائية للمدارس حتى لا تتجاوز حد الإنفاق على طالب واحد بعينه.